# Danielle Darras
Pour les articles homonymes, voir Darras.
Danielle Darras, le 22 décembre 1943 à Carency (Pas-de-Calais) et morte le 7 juin 2009 à Liévin (Pas-de-Calais), est une femme politique française.

## Biographie
Danielle Madeleine Masson naît le 22 décembre 1943 à Carency.
Danielle Darras commence sa carrière politique lors des cantonales de 1982 en étant élue conseillère générale dans le canton de Liévin-Sud ; où elle est renouvelée dans ses fonctions en 1985, 1992 et 1998 et obtiendra même une vice-présidence au Conseil général du Pas-de-Calais. Elle figure sur la liste de Jean-Pierre Kucheida pour les municipales de 1983 à Liévin, elle devient son adjointe au terme de la campagne et sera renouvelée à son poste à chaque élection (1989, 1995 et 2001) et ce jusqu'en 2002.
Elle est élue députée européenne en figurant en 4e position sur la liste de Michel Rocard lors des européennes de 1994 ; elle est réélue aux européennes de 1999 en étant 6e de la liste menée par François Hollande. Aux législatives de 2002 et de 2007, elle accepte d'être la suppléante de Jean-Pierre Kucheida dans la 12e circonscription du Pas-de-Calais.
Danielle Darras est la nièce par alliance du député-maire Henri Darras. Elle meurt le 7 juin 2009 à Liévin,, de sa maladie le même jour que les élections européennes. 

## Hommage
Un collège de Lièvin porte aujourd'hui son nom,.

## Détail des fonctions et des mandats

### Mandats locaux
- 1983 - 1989 : Adjointe au maire de Liévin
- 1989 - 1995 : Adjointe au maire de Liévin
- 1995 - 2001 : Adjointe au maire de Liévin
- 2001 - 2002 : Adjointe au maire de Liévin
- 1982 - 1985 : Conseillère générale du canton de Liévin-Sud
- 1985 - 1992 : Conseillère générale du canton de Liévin-Sud
- 1992 - 1998 : Conseillère générale du canton de Liévin-Sud
- 1998 - 2004 : Conseillère générale du canton de Liévin-Sud

### Mandats parlementaires
- 19 juillet 1994 - 19 juillet 1999 : Députée européenne
- 20 juillet 1999 - 19 juillet 2004 : Députée européenne